# Searsia grossireticulata
Searsia grossireticulata är en sumakväxtart som först beskrevs av Van der Veken, och fick sitt nu gällande namn av Moffett. Searsia grossireticulata ingår i släktet Searsia och familjen sumakväxter. Inga underarter finns listade i Catalogue of Life.